# Rimantas Mačiulaitis
Rimantas Mačiulaitis (ur. 24 listopada 1961 w Kłajpedzie) – litewski lekarz, działacz samorządowy i polityk, radny Kłajpedy. 
Po ukończeniu szkoły średniej w Kłajpedzie studiował w Leningradzkim Instytucie Medycznym im. I. Pawłowa, na którym w 1987 roku uzyskał tytuł lekarza. Od 1987 do 1990 roku pracował w tym samym instytucie jako lekarz otorynolaryngolog. W latach 1990–93 napisał pracę doktorską z dziedziny laryngologii („Chirurginio lazerio panaudojimas otorinolaringologijoje. Lazerinė hemostazė”), którą obronił w Petersburgu w 1994 roku. Kształcenie kontynuował na Uniwersytecie w Tartu oraz uczelniach greckich, francuskich i niemieckich. W 1994 roku podjął pracę w Szpitalu Uniwersyteckim w rodzinnej Kłajpedzie. 
Zaangażował się w działalność polityczną, wstępując w 2000 roku do Związku Partii Chłopskiej i Nowej Demokracji. Od 2006 roku pozostaje członkiem Sojuszu Rosjan, z ramienia którego wybrano go w 2007 roku członkiem Rady Miasta Kłajpedy. 
W wyborach parlamentarnych w 2004 roku bez powodzenia startował z list Związku Partii Chłopskiej i Nowej Demokracji, cztery lata później kandydował z poparciem Akcji Wyborczej Polaków na Litwie i Sojuszu Rosjan w okręgu jednomandatowym Danės w Kłajpedzie oraz z siódmego miejsca listy krajowej Akcji. 
Jest autorem 20 publikacji, z których 10 ukazało się w czasopismach naukowych. Zasiada w komisji etycznej szpitala w Kłajpedzie, należy do Kłajpedzkiego Towarzystwa Nauk Otorynolaryngologicznych.